# Kanzeon-ji

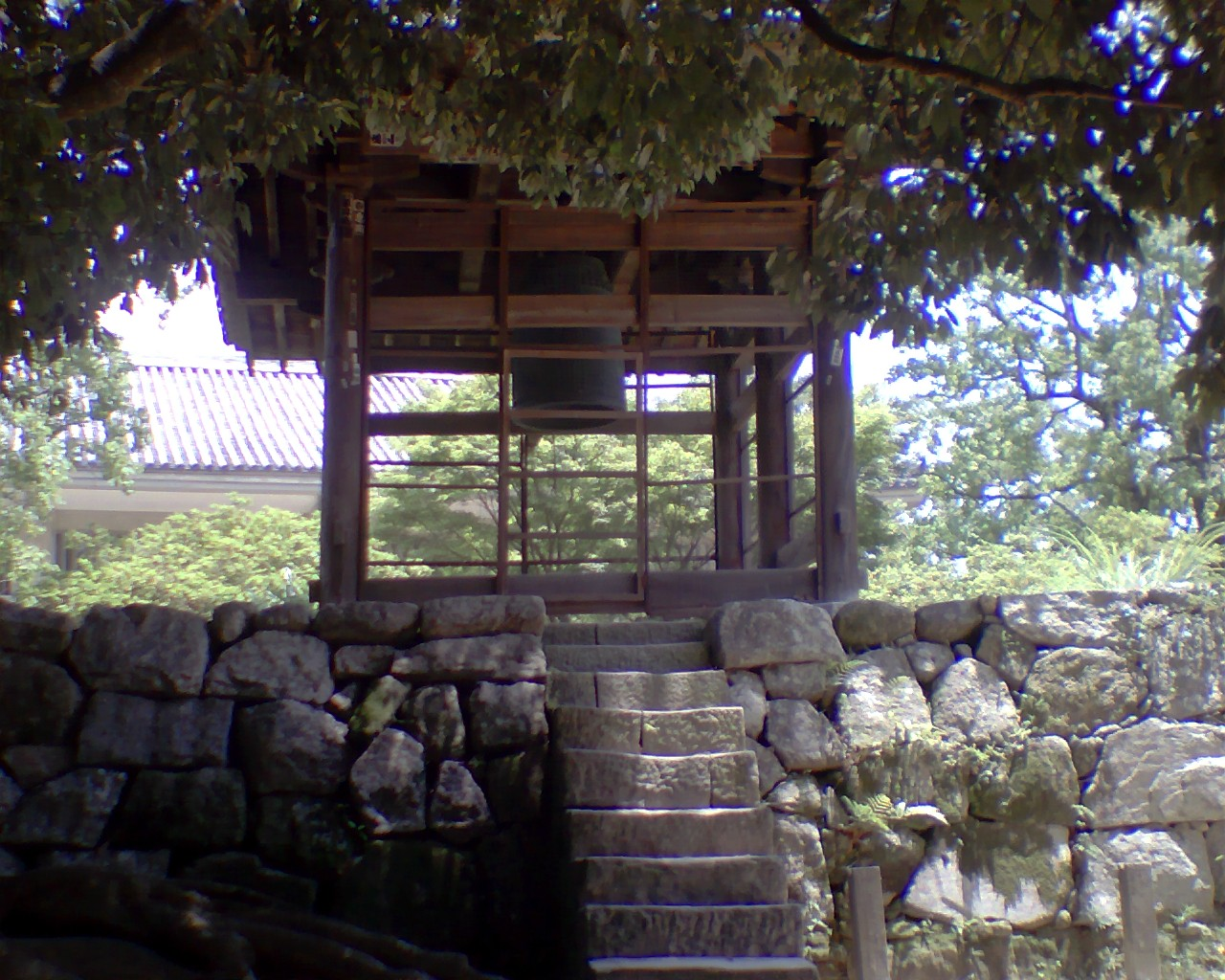
Cloche de Kanzeon-ji, époque de Nara, trésor national du Japon

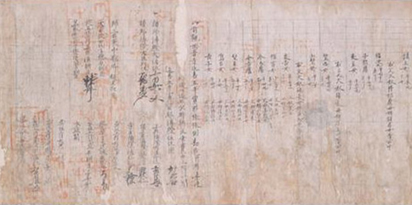
Inventaire de Kanzeon-ji en 905, à présent à Tokyo; trésor national du Japon.

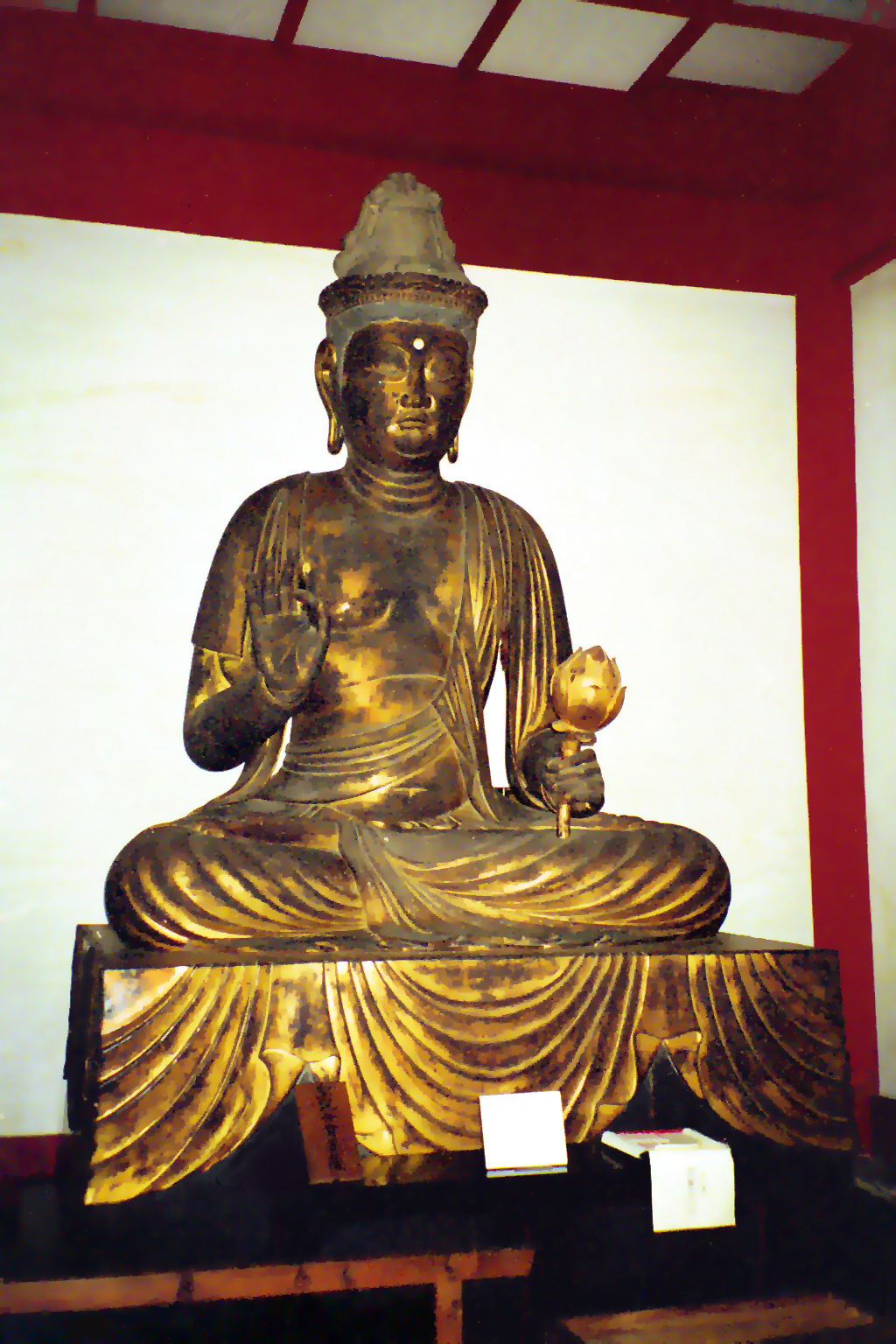
Avalokiteśvara

Kanzeon-ji (観世音寺) est un temple bouddhiste du VIIe siècle situé à Dazaifu dans la préfecture de Fukuoka au Japon, anciennement le temple le plus important de Kyushu. Sa cloche, une des plus anciennes du pays, a été désignée trésor national du Japon et en 1996, le ministère de l'environnement japonais a inscrit le son qu'elle émet dans la liste des 100 sons naturels du Japon,. De nombreuses statues de l'époque de Heian sont des biens culturels importants du Japon.

## Histoire
Selon le Shoku Nihongi, Kanzeon-ji est fondé par l'empereur Tenji en l'honneur de sa mère, l'impératrice Kōgyoku, mais n'est toujours pas achevé cinquante ans plus tard en 709 quand des travailleurs supplémentaires sont embauchés pour finir le bâtiment. Le temple possède une porte sud, une porte centrale, une salle d'or à l'ouest, une pagode à l'est et une salle de lecture au centre. Les bâtiments du temple ont été endommagés ou détruits lors de plusieurs catastrophes naturelles ou pendant des périodes de guerre. Le bâtiment principal (kondō), 3x2 baies avec mokoshi et salle de lecture et reconstruit durant l'ère Genroku (1688-1703) est désigné bien culturel préfectoral. Les terrains et les ruines de Kanzeon-ji (観世音寺境内及び子院跡) sont inscrits sur la liste des sites remarquables, sites historiques et monuments naturels en 1970

## Trésors
Kanzeon-ji abrite un trésor national du Japon ainsi qu'un certain nombre de statues et autres objets répertoriés biens culturels importants du Japon :
- Cloche (梵鐘?), époque de Nara (Trésor national du Japon)[7]
- Statue en bois d'Amida Nyorai (木造阿弥陀如来坐像?) assis, époque de Heian[8]
- Statue en bois d'Amida Nyorai (木造阿弥陀如来立像?), époque de Heian[9]
- Statue en bois de Kannon (木造観音菩薩坐像?) assise, époque de Heian (1066)[10]
- Statue en bois de Kannon (木造観音菩薩立像?), époque de Heian[11]
- Statue en bois de Kannon (木造観音菩薩立像?), époque de Heian[11]
- Statue en bois de Kichijōten (木造吉祥天立像?), époque de Heian[12]
- Ensemble de statues en bois des quatre rois célestes (木造四天王立像?), époque de Heian[13]
- Statue en bois de Guanyin (木造十一面観音立像?), époque de Heian[14]
- Statue en bois de Guanyin (木造十一面観音立像?), époque de Heian (1069)[15]
- Statue en bois de Guanyin (木造十一面観音立像?), époque de Kamakura (1242)[16]
- Statue en bois de Daikokuten (木造大黒天立像?), époque de Heian[17]
- Statue en bois de Jizō (木造地蔵菩薩半跏像?), époque de Heian[18]
- Statue en bois de Jizō (木造地蔵菩薩立像?), époque de Heian[19]
- Statue en bois de Batō Kannon (木造馬頭観音立像?), époque de Heian[20]
- Statue en bois de Bishamonten (木造毘沙門天立像?), époque de Heian[21]
- Statue en bois de Fukūkenjaku Kannon (木造不空羂索観音立像?), époque de Kamakura (1222)[22]
- Trois masques en bois de danse bugaku (木造舞楽面?), époque de Kamakura[23]
- Komainu en pierre (石造狛犬?), époque de Kamakura[24]
- bronze mirror (銅製天蓋光心?), époque de Nara[25]

Un inventaire de Kanzeon-ji (観世音寺資財帳) datant de 905 (époque de Heian) et maintenant à Tokyo, y est répertorié comme trésor national